# Sergio Busso
Sergio Sebastián Busso (Serrano, 19 de noviembre de 1957) es un abogado, procurador y dirigente político argentino, nacido en la localidad de Serrano (Departamento Presidente Roque Sáenz Peña) y perteneciente al Partido Justicialista. Desde diciembre de 2023 ocupa el cargo de Ministro de Bioagroindustria de la Provincia de Córdoba.

## Biografía
Nació en Serrano, localidad donde se crio junto a sus siete hermanos. Egresó como abogado en la Facultad de Derecho y Ciencias Sociales de la Universidad Nacional de La Plata, en año 1980. Tres años después, fue electo intendente de Serrano, convirtiéndose así en el intendente más joven del país hasta ese momento.

## Carrera política
- Intendente municipal de Serrano entre 1983 y 1987.
- Diputado en la Cámara de Diputados de la Provincia de Córdoba.
- Director Nacional de Emergencias Sociales del Ministerio de Desarrollo Social de la Nación.
- Tribuno de Cuentas de la Provincia de Córdoba.
- Secretario de Gobierno del Ministerio de Gobierno, Coordinación y Políticas Regionales de la Provincia de Córdoba.
- Ministro de Gobierno, Coordinación y Políticas Regionales de la Provincia de Córdoba.
- Ministro de Seguridad del Gobierno de la Provincia de Córdoba.
- Secretario de Previsión Social del Gobierno de la Provincia de Córdoba.
- Legislador provincial por el Departamento Roque Sáenz Peña, ocupando la Presidencia Provisoria de la Legislatura de Córdoba.
- Ministro de Agricultura y Ganadería del Gobierno de la Provincia de Córdoba. [1][2]
- Ministro de Bioagroindustria del Gobierno de la Provincia de Córdoba. [3]

## Acciones como ministro de Bioagroindustria
Durante sus gestiones como ministro, impulsó programas y acciones relacionadas con el sector agroindustrial. Entre ellos se destacan:
- Programa Provincial de Buenas Prácticas Agropecuarias (BPAs). [4]
- Gestión Integrada de Cuencas.
- Plan Provincial Agroforestal.
- Programa Provincial Cosechando para Mi Familia (Huerta en tu Hogar).
- Programa Provincial de Conservación de Suelos.
- Programa Mejoramiento de Caminos Rurales.
- Programa de Integración con la Comunidad.
- Programa de Digitalización para las Actividades Ganaderas.
- Conformación del Gabinete Productivo.